# Izedin Beshiri
Izedin Beshiri (ur. 1890 w Durrësie, zm. 1954 w Tiranie) – burmistrz Szkodry podczas I wojny światowej, minister robót publicznych Albanii w 1939 roku.

## Życiorys
W styczniu 1916 Beshiri został mianowany burmistrzem Szkodry.
W latach 1918–1930 pracował w albańskim Ministerstwie Spraw Zagranicznych, następnie w latach 1930–1937 był deputowany do albańskiego parlamentu.
Podczas włoskiej inwazji na Albanię Izedin Beshiri pełnił funkcję ministra robót publicznym Albanii od 8 do 12 kwietnia 1939 roku.